# Trémont-sur-Saulx
Trémont-sur-Saulx es una comuna francesa situada en el departamento de Mosa, en la región Gran Este.

## Demografía
| 548 | 488 | 429 | 506 | 608 | 610 | 606 |
| Para los censos de 1962 a 1999 la población legal corresponde a la población sin duplicidades (Fuente: INSEE [Consultar]) |     |     |     |     |     |     |